# Дюкло, Жан-Ив
Жан-Ив Дюкло (англ. Jean-Yves Duclos; род. 13 июня 1965, Квебек) — канадский политик, член Либеральной партии, министр коммунального хозяйства, закупок и сборов Канады (2023—2025).

## Биография
Получил степень бакалавра искусств по экономике в Альбертском университете, магистра и доктора философии по экономике (1992) в Лондонской школе экономики. С 1993 преподавал в Университете Лаваля, в 2003 стал профессором, в 2012—2015 возглавлял экономический департамент.
Парламентские выборы 2015 года стали судьбоносными для Либеральной партии, одержавшей победу в национальном масштабе и сформировавшей правительство Трюдо. Тем не менее в провинции Квебек консерваторы удвоили количество депутатских мандатов, но Дюкло поддержал реноме либералов, добившись с небольшим преимуществом успеха в центральном избирательном округе города Квебек над действующим парламентарием, представительницей Новой демократической партии Анник Папийон.
4 ноября 2015 года в сформированном Джастином Трюдо правительстве Дюкло был назначен министром по делам семей, детства и социального развития.
В 2019 году переизбран в прежнем округе с результатом 52,8 %, значительного улучшив своё положение после неуверенной победы на предыдущих выборах (тогда его поддержали чуть менее 29 % избирателей).
20 ноября 2019 года Трюдо смог сформировать по итогам выборов кабинет меньшинства, переместив Дюкло на должность председателя совета Государственного казначейства.
20 сентября 2021 года прошли досрочные парламентские выборы, по итогам которых Дюкло одержал в своём округе очередную победу, теперь с результатом 35,4 % — его ближайшим преследователем оказался Луи Санфасон (Louis Sansfaçon) из Квебекского блока, которого поддержали 29 % избирателей.
26 октября 2021 года был приведён к присяге новый состав правительства Трюдо, в котором Дюкло получил портфель министра здравоохранения.
26 июля 2023 года Дюкло назначен министром коммунального хозяйства, закупок и сборов.
14 марта 2025 года при формировании правительства Карни не получил никакого назначения.

## Сочинения
- Duclos, Jean-Yves and Araar, Abdelkrim Poverty and Equity: Measurement, Policy and Estimation with DAD — Springer, 2006.